# Fundacja Generał Elżbiety Zawackiej

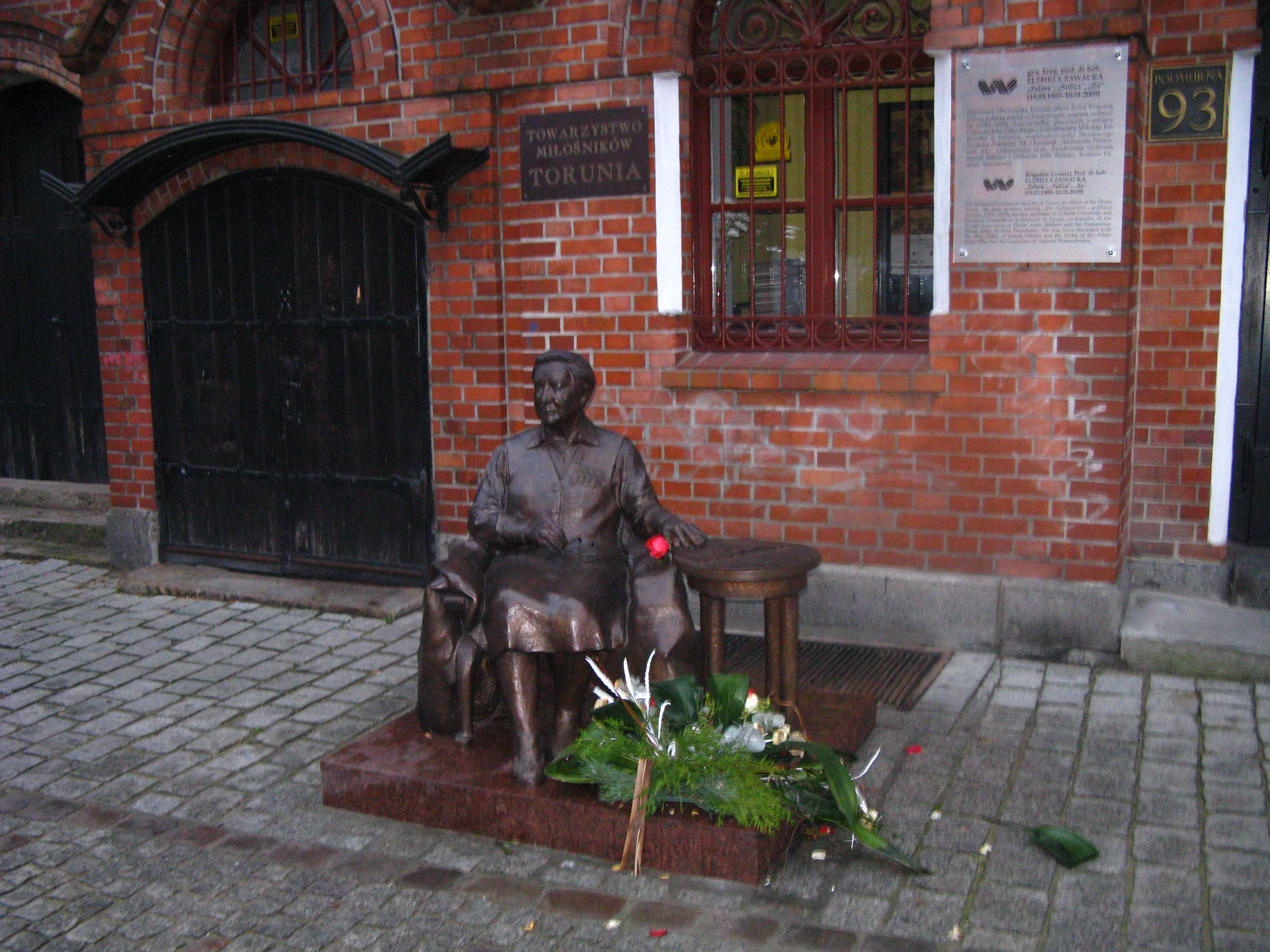
Pomnik Elżbiety Zawackiej, znajdujący się przed siedzibą Fundacji

Fundacja Generał Elżbiety Zawackiej w Toruniu (pełna nazwa: Fundacja Generał Elżbiety Zawackiej. Archiwum i Muzeum Pomorskie Armii Krajowej oraz Wojskowej Służby Kobiet, poprzednie nazwy: Fundacja „Archiwum Pomorskie Armii Krajowej”, Fundacja „Archiwum Pomorskie Armii Krajowej oraz Wojskowej Służby Polek”) – fundacja, pełniąca również funkcje muzealne, zajmująca się dokumentowaniem i upamiętnianiem osób związanych z Wojskową Służbą Kobiet, konspiracją pomorską podczas II wojny światowej oraz Działem Łączności Zagranicznej V oddziału Komendy Głównej Armii Krajowej (tzw. Zagrody). Została założona 24 kwietnia 1990 roku. Pomysłodawczynią Fundacji była Elżbieta Zawacka, w założeniu Fundacji uczestniczyli również Stanisław Salmonowicz i Grzegorz Górski. Siedziba Fundacji mieści się przy ul. Podmurnej 93 w Toruniu.
Obecnym prezesem Fundacji jest Dorota Zawacka-Wakarecy.

## Historia
Elżbieta Zawacka zaczęła gromadzić materiały poświęcone Wojskowej Służbie Kobiet, konspiracji pomorskiej i Zagrodzie w latach 60. XX wieku. Idea założenia Fundacji pojawiła się pod koniec lat 80. W założeniu miała to był Archiwum Armii Krajowej, do której miały trafić zebrane przez Zawacką zbiory. Powstała Fundacja Archiwum i Muzeum Armii Krajowej im. Stefana Grota Roweckiego w Warszawie, jednak nie zdołała rozwinąć swojej działalności. W tej sytuacji Zawacka pojęła decyzję o powołaniu Fundacji „Archiwum Pomorskie Armii Krajowej”, z siedzibą w Toruniu. 16 lutego 1990 roku zostało złożone oświadczenie woli o ustanowieniu Fundacji. 24 kwietnia 1990 Fundacja została wpisana do rejestru Sądu Rejonowego dla Warszawy-Pragi i uzyskała osobowość prawną. Założycielami byli: Elżbieta Zawacka, Stanisław Salmonowicz, Grzegorz Górski. W lipcu 1993 roku powstała Filia Fundacji w Gdańsku.
W listopadzie 1996 roku podczas zjazdu VI Sesji naukowej Elżbieta Zawacka wraz z kombatantkami powołały do życia Memoriał Generał Marii Wittek. Jej zadaniem miało być gromadzenie materiałów, które dokumentują służbę wojskową Polek na frontach II wojny światowej. Formalnie Memoriał funkcjonuje w ramach Fundacji od 14 stycznia 1997 roku.
W 2002 roku Fundacja zmieniła nazwę na Fundacja „Archiwum Pomorskie Armii Krajowej oraz Wojskowej Służby Polek”. Po śmierci Elżbiety Zawackiej w 2009 roku Fundacja zmieniła nazwę na obecną.
23 września 2014 roku przed siedzibą fundacji został odsłonięty pomnik Elżbiety Zawackiej.

## Działalność
Najstarszą i stałą formą działalności Fundacji jest Klub Historyczny, powstały jeszcze 24 lutego 1987 roku. Jej celem jest upowszechnianie znajomości historii ruchu oporu na Pomorzu, ze szczególnym uwzględnieniem dziejów Armii Krajowej i Tajnej Organizacji Wojskowej „Gryf Pomorski”. 27 lutego 1989 roku patronem Klubu został Antoni Antczak.
W ramach obchodów Narodowego Święta Niepodległości Fundacja organizuje sesje naukowe i popularnonaukowe. Pierwsze sesje odbywały się w Bibliotece Uniwersyteckiej w Toruniu, kolejne w Sali Mieszczańskiej w Ratuszu Staromiejskim lub w Sali Wielkiej Dworu Artusa w Toruniu.
Fundacja prowadzi działalność wydawniczą. Wydane zostały m.in.: kilka tomów Słownika Biograficznego Konspiracji Pomorskiej 1939–1945 oraz seria Służba Polek na frontach II wojny światowej. Osobnym wydawnictwem jest Biuletyn, początkowo wydawany jako Biuletyn Klubu Historycznego im. Antoniego Antczaka. 